# Wilson Ridge
Wilson Ridge ist ein markanter und scharfgratiger Gebirgskamm im ostantarktischen Prinzessin-Elisabeth-Land. In den Grove Mountains ragt er 10 km nördlich des Mount Harding auf.
Kartiert wurde der Gebirgskamm anhand von Luftaufnahmen, die zwischen 1956 und 1960 im Rahmen der Australian National Antarctic Research Expeditions entstanden. Das Antarctic Names Committee of Australia (ANCA) benannte ihn nach dem australischen Topografiezeichner R. R. Wilson, der als Mitarbeiter im australischen Ministerium für nationale Entwicklung an der Erstellung von Kartenmaterial über Antarktika beteiligt war.